# Никея (Пенджаб)

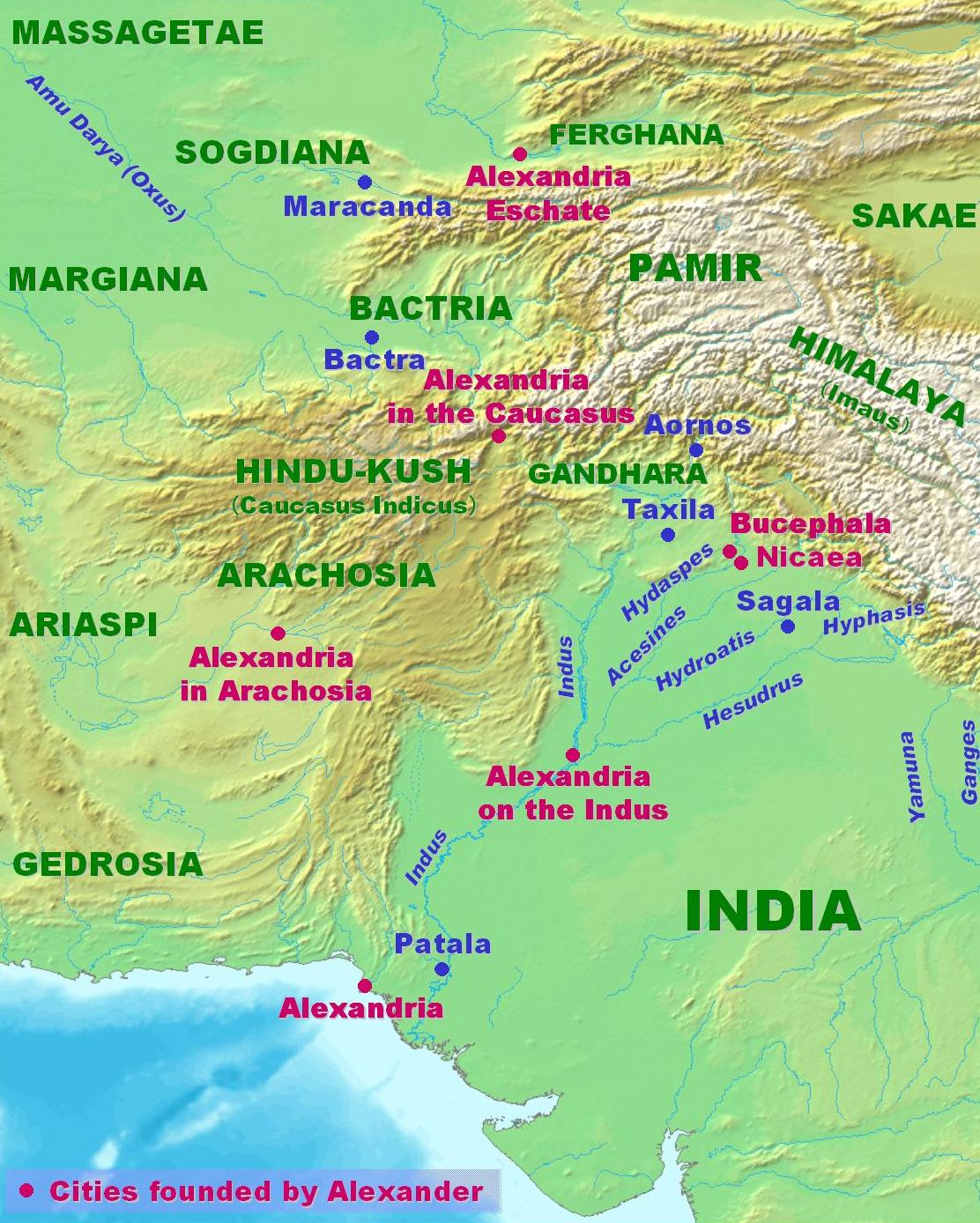

Никея (др.-греч. Νίκαια) — античный город на территории современного Пенджаба. Она была одним из двух городов, основанных Александром Македонским на противоположных берегах реки Гидасп. Вторым была Букефала. Именно в Никее или Букефале, которая, по-видимому, находилась на противоположном от неё берегу, Александр (согласно Страбону) построил флот, которым впоследствии командовал Неарх, так как в непосредственной близости от города было много леса, пригодного для кораблестроения.
Александр основал эти два города после битвы при Гидаспе. Одно из мест сражения он назвал Александрией Никейской, что означает «победу». Местонахождение этого города до сих пор не определено. Любая же попытка найти место древнего сражения обречена, потому что ландшафт с тех времён значительно изменился.
Упоминание об Александрии Букефале может содержаться в «Муласарвастиваде Винае», буддийском тексте первых веков нашей эры. В этом тексте говорится о двух городах, называемых Адираджья («место первого царствования») и Бхадрашва («место доброго коня»), расположенных на реке Витаста (то есть Гидасп) вдоль дороги из Гандхары в Матхуру. Буддисты приписывали основание этих двух городов мифическому царю Махасаммате, но некоторые современные ученые предлагают отождествлять их с двумя городами, основанными Александром Македонским: Никеей и Букефалой.